# Herdla kommun
Herdla kommun (norska: Herdla kommune) var en kommun i Hordaland fylke i västra Norge. Kommunen omfattade ett område i den nordvästra delen av nuvarande Askøy kommun (Herdla socken), ett område i den västra delen av nuvarande Alvers kommun samt ett område i den norra delen av nuvarande Øygardens kommun. Bebyggelsen på ön Herdla utgjorde kommunens centralort.

## Administrativ historik
Herdla kommun upprättades den 1 januari 1871 genom utbrytning ur Mangers kommun. Kommunen hade 2 484  invånare vid upprättandet.
Den 1 januari 1964 upplöstes kommunen och delades mellan inte mindre än fem olika kommuner. Området på ön Askøy och ön Herdla (med 1 564 invånare) fördes, tillsammans med en del av Melands kommun, till Askøy kommun medan området på ön Holsnøy (med 811 invånare) fördes, tillsammans med delar av kommunerna Hamre och Sæbø, till Melands kommun samtidigt som ön Bognøy (med 29 invånare) fördes, tillsammans med kommunerna Hordabø och Manger och delar av kommunerna Austrheim, Lindås och Sæbø, till den då nybildade Radøy kommun. Området väster om Hjeltefjorden (med 2 131 invånare) fördes, tillsammans med Hjelme kommun, till den då nybildade Øygardens kommun, detta förutom öarna Turøy og Misje (med 404 invånare) som fördes till Fjells kommun. Kommunen hade vid delningen totalt 4 939 invånare.
Den 1 januari 2020 gick kommunerna Meland och Radøy upp i den då nybildade Alvers kommun medan Fjells kommun gick upp i Øygardens kommun. Den tidigare kommunen Herdlas område är därmed sedan dess delat mellan tre kommuner.